# Hanns Verres
Hanns Verres (* 6. Februar 1928 in Berlin; † 19. Juni 2003 in Oberursel) war ein deutscher Radiojournalist, der insbesondere als Hörfunkmoderator bekannt wurde.

## Leben
Verres studierte zunächst Schauspiel an der Hochschule für Musik und Theater in Hannover. 1952 entschied er sich aber für eine Radiokarriere und fing bei Radio Bremen als Sprecher, Synchronsprecher, Autor und Regieassistent an. Später fungierte er dort auch als Regisseur. Von 1954 an war er 16 Jahre lang als freier Autor, Regisseur und Produzent beim Saarländischen Rundfunk, beim Süddeutschen Rundfunk, bei Radio Luxemburg und vor allem beim Hessischen Rundfunk tätig. Dort schuf und moderierte er die erfolgreichen Radiosendungen Frankfurter Schlagerbörse, Frankfurter Schlager ABC, Nachsitzen nach Noten (eine Sendung für Schulklassen) und Immer Ärger mit Mister Donnerstag, die über ein breitgefächertes Musikprogramm vom Schlager bis hin zur Beatmusik verfügten. 777 Sendungen gingen von 1957 bis 1973 über den Äther. Daneben war er weiterhin als Sprecher für Hörspielproduktionen tätig.
In den 1960er-Jahren entwickelte Verres ein besonderes Gespür für neue Talente. Er machte die lokale Schrecksbacher Beatband The Petards über Hessen hinaus bekannt und holte 1971 den Hörfunkmoderator Werner Reinke von Radio Bremen zum Hessischen Rundfunk. Reinke moderierte ab 1973 die Nachfolgesendung der „Schlagerbörse“, die Hitparade International. In den Jahren 1971 bis 1973 kommentierte Verres den Grand Prix Eurovision de la Chanson Europeenne. 1970 wurde er Leiter der Abteilung „Unterhaltung Wort“ und 1973 Leiter der Hauptabteilung „Unterhaltung Hörfunk“ beim Hessischen Rundfunk. In den darauffolgenden Jahren war er maßgeblich an der Entwicklung des damals noch jungen Verkehrssenders hr3 zum Popmusiksender beteiligt. In den 1980er Jahren wirkte er an der Entstehung der Schlagerwelle hr4 mit. Auch moderierte er die öffentlichen Auftritte der hr-Bigband. 1988 übernahm er die Leitung der hr-Werbung, bevor er 1992 in den Ruhestand trat.
Am 19. Juni 2003 starb Hanns Verres im Alter von 75 Jahren.

## Werke
- Bernd-Peter Arnold, Hanns Verres: Radio : Macher, Mechanismen, Mission. TR-Praktikum. München : TR-Verl.-Union, 1989. ISBN 978-3-8058-1866-7